# Ontario Hockey Association

Logo der OHA

Die Ontario Hockey Association (OHA) ist der Dachverband für die Mehrzahl der Eishockey-Teams im Junioren- und Amateurbereich in der kanadischen Provinz Ontario. Die OHA ist zusammen mit der Northern Ontario Hockey Association sanktioniert von der Ontario Hockey Federation (OHF). Zu den anderen sanktionierenden Verbänden gehören neben der OHF die Ottawa District Hockey Association und Hockey Northwestern Ontario. Die OHA setzt sich zusammen aus 4 Hauptrangklassen des Junioreneishockeys, die von der OHA geleitet werden: Junior A, Junior B, Junior C, und Junior Development. Die OHA leitet ebenso eine Amateureishockeyliga, die Major League Hockey.
Im Jahr 1980 gab die OHA die höchste Rangklasse des seit 1970 zweigeteilten Junior A-Bereichs, die unter dem Namen Ontario Major Junior Hockey League bekannt war, auf. Diese Liga firmiert nun unter dem Namen Ontario Hockey League (OHL). Obwohl sie kein lizenziertes Mitglied der OHA ist, ist die OHL mit der OHA und der Ontario Hockey Federation verbunden.

## Geschichte

### Gründung
Die OHA wurde im Jahr 1890 gegründet, um den Eishockeysport im Amateurbereich in Ontario zu leiten. Die Gründungsidee stammte von Arthur Stanley, dem Sohn des Generalgouverneurs von Kanada, Frederick Arthur Stanley, 16. Earl of Derby. Arthur Stanley selbst spielte für die Rideau Rebels aus Ottawa. Im Laufe von Testspielen gegen andere Teams in Ontario überzeugte er die Teamverantwortlichen, im Jahr 1890 eine Versammlung abzuhalten, um seine Idee zu diskutieren. Und so bildeten am 27. November 1890 die Vertreter der Eishockeyklubs aus allen Gegenden der Provinz Ontario im Queen’s Hotel in Toronto die Ontario Hockey Association.
Der erste Vorstand bestand aus:
- A. Morgan Cosby, Toronto Victoria Club, Präsident
- John Barron, Vizepräsident
- Henry Ward, Vizepräsident
- C. K. Temple, Toronto St. George's Club, Schatzmeister
- C. R. Hamilton, Toronto Victoria Club, Sekretär

### Frühe Geschichte
Zu Beginn gab es in der OHA nur eine Amateurliga. Ihr gehörten Teams aus Ottawa, Kingston, Toronto und London an. In den ersten Jahren bestand der Spielplan dieser Liga aus einer Serie von Ausscheidungs-Playoffs, welche zu Einzelspiel Final-Playoffs führten. In den ersten drei Jahren gewann der Ottawa Hockey Club die Meisterschaft, den Cosby Cup. 1894 kam es zu Unstimmigkeiten zwischen dem Ottawa Hockey Club und der Ontario Hockey Association über den Austragungsort der Finalspiele, weshalb Ottawa die Liga verließ. Diese Spaltung führte schließlich zur Bildung der Ottawa District Hockey Association, welche dann die meisten Eishockeyspiele im Osten der Provinz Ontario leitete.

#### Stanley Cup
Von 1893 bis 1908 war es den Teams der OHA möglich um den Stanley Cup mitzuspielen. Zu den Teams, die um den Stanley Cup kämpften, gehörten:
- Ottawa Hockey Club (gehörte der AHAC und der  OHA an)
- Queen’s University aus Kingston
- Toronto Marlboros
- Toronto Wellingtons

Nachdem sich die Ligen der Mannschaften mit Spielern über 20 Jahren zu professionalisieren begannen, war es den Amateur-Teams unmöglich geworden, um den Gewinn des Stanley Cups mitzuspielen. Die Teams der OHA spielten seit der Einführung des Allan Cup im Jahre 1908 um diese Trophäe. Im selben Jahr startete die Ontario Professional Hockey League im Profibereich. Die Champions der OPHL waren weiterhin zur Teilnahme an den Spielen um den Stanley Cup berechtigt. Die heutige Amateurliga der OHA bilden die 6 Teams der Major League Hockey.

### Junioreneishockey
Im Jahr 1892 wurde die Juniorenstufe für das Spiel auf einem niedrigeren Niveau eingeführt. Dieser Bereich war zunächst nicht wie heute auf ein Alter der Spieler von unter 20 Jahren beschränkt; dies geschah erst, als die OHA 1897 als Klammer zwischen dem Junioren- und dem Amateurbereich eine Zwischenstufe (intermidiate level) einführte. Im Jahr 1919 wurde der Memorial Cup, zunächst als OHA Memorial Cup bezeichnet, eingeführt. Zuerst wurde er vom Team der University of Toronto Schools (UTS) gewonnen. Er ist die Trophäe für die nationale kanadische Meisterschaft im Junioreneishockey.
Der Top-Bereich des Junioreneishockeys war bis zur Gründung der Ontario Hockey League (OHL), die 1980 als eigenständige Organisation unter der Leitung von Hockey Canada gebildet wurde, unter der Leitung der OHA. Die Ontario Hockey League übernahm als berechtigte Körperschaft die Austragung der Turnierspiele um den Memorial Cup und wurde später als Juniorenliga Mitglied der Canadian Hockey League.
Die OHA blieb aber weiterhin der Dachverband für mehrere Eishockeyligen im Amateur- und Juniorenbereich innerhalb ihres juristischen Zuständigkeitsbereichs.

### Intermediate Level
Im Jahr 1897 wurde eine Zwischenstufe (intermediate level) zwischen dem Junioren- und dem Amateurbereich eingeführt, um Teams auf einem niedrigeren Niveau als die Amateure zu organisieren.
Erster Champion war das Team aus Berlin, welches die Frontenacs mit 3-0 besiegte.
Der Intermediate-Bereich wurde 1983 von der OHA abgeschafft. Die Top-Liga dieses Levels, die Major Intermediate A Hockey League wurde zwischen der OHA Senior A Hockey League und den verschiedenen Senior B-Ligen aufgeteilt. Heutzutage bezeichnet das Regelhandbuch der OHA die einstigen Intermediate-Level wie folgt: Intermediate A level als Senior AA, Intermediate B als Senior A, Intermediate C als Senior B und Intermediate D loop als Senior C. Die Champions jeder einzelnen Klassifikation sind im OHA Regelhandbuch verzeichnet, ausgenommen diejenigen der Senior C, obwohl deren Trophäenname eingetragen ist.
Die höchste symbolische Trophäe für das kanadische Eishockey im Intermediate-Bereich war der Hardy Cup. Nur drei Teams aus der Provinz Ontario haben den Hardy Cup, welcher von 1968 bis 1990 ausgespielt wurde, jemals gewonnen. Aus der OHA gelang dies sogar nur zwei Teams: den Georgetown Raiders 1982 und den Dundas Real McCoys 1986. Das dritte Team aus Ontario, welches den Hardy Cup gewinnen konnte, waren die Embrun Panther aus der Ottawa District Hockey Association.

## Jurisdiktion
Autorisiert durch Hockey Canada leitet die Ontario Hockey Association das Eishockeyspiel im Amateur- und Juniorenbereich in der Provinz Ontario, welches nicht durch Hockey Northwestern Ontario, die Ottawa District Hockey Association und die Northern Ontario Hockey Association geleitet wird. Nicht dazu gehören lediglich die Greater Metro Junior A Hockey League und die Western Ontario Athletic Association (im Amateureishockeybereich), da sie nicht Hockey Canada angeschlossen sind und außerhalb dessen Rechtsbereichs stehen.
Die Ottawa District Hockey Association repräsentiert den östlichen Teil der Provinz Ontario und beinhaltet Lanark County, Renfrew County und Leeds County; nicht hierzu gehört allerdings die Stadt Gananoque. Hockey Northwestern Ontario leitet den Bereich im Nordwesten der Provinz Ontario westlich des 85. Grades westlicher Länge.

## Bemerkenswerte Auseinandersetzungen

### 1974 Sutherland Cup
Im Finale der OHA Junior B um den Sutherland Cup im Jahr 1974 trafen die Bramalea Blues aus der Metro Junior B Hockey League in einer Best-of-Seven-Serie auf die Hamilton Red Wings aus der Niagara District Junior B Hockey League. Die Blues gewannen das übermäßig hart geführte erste Spiel, verließen aber die Finalserie noch vor Beginn des zweiten Spiels und reklamierten die übertriebene Härte der Spieler von Hamilton und behaupteten darüber hinaus, dass ihr Team eine Bombendrohung erhalten habe, für den Fall, dass es nach Hamilton zurückkehren würde. Der Präsident der OHA, Frank Doherty, hatte daraufhin den Owen Sound Greys aus der Mid-Ontario Junior B Hockey League angeboten, den Platz von Bramalea im Finale einzunehmen (dieses Team war zuvor im Halbfinale gegen die Blues ausgeschieden). Diese Idee fand aber bei den übrigen Mitgliedern der OHA keinen Anklang. Hamilton wurde schließlich der Sieg in der Finalserie zuerkannt, doch ihr Championat wurde nie in den Sutherland Cup eingraviert.

### Suspendierungen in derJunior B1986
Besorgt über die zunehmende Gewalt im Eishockey suspendierte die Ontario Hockey Association 1986 die Streetsville Derbys und die Brantford Classics für den gesamten Spielbetrieb der Saison 1986/87. Die Suspendierung der Derbys hing zusammen mit einem Stockschlag-Unfall im letzten Viertelfinalspiel gegen die Nobleton Devils. Ein Spieler von Nobleton wurde am Hinterkopf von einem beidhändig ausgeführte Stockschlag getroffen, welcher zugleich auch einen Linesman traf und ihn am Augenlid verletzte.  Brantfords Suspendierung bezog sich auf eine brutale Schlägerei während eines Play-off-Spiels gegen die St. Catharines Falcons.

### Grey-Bruce Junior CFinale 1987
Ein Triumph in der Grey-Bruce Junior League, die heute unter dem Namen Western Ontario Junior C Hockey League bekannt ist, im Jahr 1987 bedeutete für die Hanover Barons das dritte Liga-Championat in Folge von insgesamt neun Meisterschaften. Dabei ihren dritten regulären Saison-Titel in Serie zu gewinnen, trafen die Barons zugleich auch das dritte Jahr in Folge im Finale auf die Port Elgin Bears. Nachdem sie diese das erste Mal in fünf Spielen in einer Best-of-Seven-Serie besiegt hatten und das zweite Mal sogar in einem 4-Spiel-Sweep, spielten die großen und starken Spieler der Barons in der dritten Final-Serie in einer aggressiven Art und Weise. Nach dem zweiten Spiel gab der Generalmanager der Bears der Presse gegenüber bekannt, dass sein Team auf Grund des gefährlichen Spiels der Barons die Serie nicht fortsetzen werde. In diesem zweiten Spiel hatten sich viele Spieler der Bears bei einer Schlägerei mehrere Verletzungen zugezogen und deren Eltern verweigerten deren weitere Teilnahme an der Finalserie. Den Barons wurde der Liga-Titel zuerkannt, sie gewannen anschließend auch das Viertelfinale der Provinzmeisterschaft der Junior C gegen die Essex 73's aus der Great Lakes Junior C Hockey League, verloren dann aber das Halbfinale gegen die Norwich Merchants aus der Niagara & District Junior C Hockey League.

### Die OHA-InitiativeTomorrow’s Gamezur Neuorganisation des Junioreneishockeys
Seit der Saison 2005/06 sucht die OHA nach einer Methode zur Neuorganisation und Repopularisierung des Junioreneishockey für die gesamte Provinz Ontario. Bereits vor der Saison 2009/10 versuchte die OHA die erste Stufe dieses Bestrebens durchzuführen. Der erste Versuch war es, die Teams aus der Southern Ontario Junior Hockey League (SOJHL) in die Western Ontario Junior C Hockey League (WOJCHL), die Great Lakes Junior C Hockey League (GLJHL) und die Niagara & District Junior C Hockey League (NDJCHL) zu integrieren. Die SOJHL, eine Gruppe von Teams aus dem Raum London, sind alles frühere Junior D Teams, die alle zuvor bereits versucht hatten, sich als Junior C-Teams zu legitimieren. Obwohl die Teams der SOJHL in der OHA immer noch als Junior D klassifiziert werden, haben sie die Bezeichnung Junior D bereits seit geraumer Zeit abgelegt. Im Jahr 2009 wurde von den Generalmanagern der SOJHL, WOJCHL, GLJHL und NDJCHL eine Abstimmung darüber durchgeführt, wie die OHA hinsichtlich einer Fusionierung weiter verfahren sollte. Letztendlich wurde nichts weiter umgesetzt, denn eine Gruppe von Teams aus SOJHL und der NDJCHL blockierte aktiv jede Maßnahme. Dies war einer Gruppe von Teams aus beiden Ligen geschuldet, bei denen eine starke Überschneidung des Einzugsbereichs ihrer Spieler vorlag, was eine Schmälerung ihrer Talentpools bedeutet hätte.
Während der Saison 2009/10 kündigte die OHA an, dass die zweite Stufe ihrer Initiative Tomorrow’s Game zu Beginn der Saison 2010/11 starten solle. Geplant war eine Wiedervereinigung von Junior A und Junior B sowie eine Beförderung der besten dieser Teams in eine neue „Premier League“.  Im Jahr 1993 waren die Metro Junior B Hockey League und die Central Junior B Hockey League, zwei Junior B-Ligen der OHA aus dem Raum Toronto, offiziell von der OHA als Junior A-Ligen anerkannt worden. Die drei verbleibenden Ligen, die Mid-Western Junior Hockey League, die Western Ontario Hockey League und die Golden Horseshoe Junior Hockey League, welche im Vergleich zu ihren beiden Schwesterligen aus dem Raum Toronto wesentlich erfolgreicher im Wettbewerb um den Sutherland Cup abgeschnitten hatten, wurden sich selbst überlassen. Im Jahr 2007 entschieden sich diese drei Ligen aus dem Südwesten Ontarios, zu einer aus 27 Team bestehenden Superliga, der Greater Ontario Junior Hockey League (GOJHL), zu fusionieren. Sie taten dies in der Hoffnung, eventuell in den Junior A-Bereich befördert zu werden, um so zu versuchen, die Spielerabwerbung durch die 37 Teams der Ontario Provincial Junior A Hockey League (OPJHL) zu unterbinden. Zu diesem Zeitpunkt tobte noch die Debatte darüber, welche dieser beiden Ligen letztendlich die bessere sei, die GOJHL oder die OPJHL. Im Jahr 2009 forderte die OHA die Mitglieder dieser beiden Ligen auf, ihre Bewerbungen zur „Premier League“ durch eine Einlage über 25.000 $ einzureichen. Eine Anzahl von Teams aus der GOJHL beantragte einen Beitritt zur geplanten Premier League, aber der gesamte Kern der Junior A-Ligen aus dem Raum um Toronto verweigerte seinen Beitritt. Die Junior A-Teams richteten schließlich eine Appellation an die Ontario Hockey Federation, um zu versuchen, die Restrukturierung zu stoppen. Die OHF billigte diese Appellation zwar, unterstützte sie aber nicht.  Die OHF befand, dass die OHA rechtmäßig handelte bei ihrer Umstrukturierung von Junior A, B, C und D in Premier, Division I und Division II,  solange sie sich darüber im Klaren sei, dass die neue Premier League nach den Richtlinien von Hockey Canada immer noch Junior A ist, und Division I und Division II nach diesen Richtlinien weiterhin Junior B und Junior C sind.  Die OHF stellte ebenso fest, dass die OHA allein schon auf der Grundlage von Abschnitt B46 der OHA-Statuten berechtigt sei, ihre Teams neu zu kategorisieren. Den einzigen Teilaspekt der Appellation, den die OHF anerkannte, war, dass nach dem den Abschnitt B46 ergänzenden Abschnitt C7 der OHA-Statuten eine die Klassifikation betreffende Änderung von den jeweils betroffenen Ligen anerkannt werden müsse, bevor sie umgesetzt werden könne. Der OHF Appellationsausschuss fügte aber hinzu, dass die OHA berechtigt sei, den Abschnitt C7 ihrer Statuten, falls sie dies wünsche, zu entfernen und folglich mit ihren Restrukturierungsplänen fortfahren könne.
Seit dem Frühjahr 2010 sind allerdings von Seiten der OHA keine größeren Ankündigungen über die Zukunft diesbezüglicher Planungen mehr gemacht worden.

## Ligen

### Junior A / Junior B
- Ontario Junior Hockey League
- Greater Ontario Junior Hockey League

### Junior C
- Central Ontario Junior C Hockey League
- Empire B Junior C Hockey League
- Georgian Mid-Ontario Junior C Hockey League
- Great Lakes Junior C Hockey League
- Niagara & District Junior C Hockey League
- Southern Ontario Junior Hockey League
- Western Ontario Junior C Hockey League

### Amateure
- Allan Cup Hockey

Bitte beachten: Die Ontario Hockey League ist kein Mitglied der Ontario Hockey Association, unterhält aber eine Arbeitsbeziehung mit ihr.

## Ehemalige Ligen

### Junioren
- Big 10 Junior B Hockey League
- Border Cities Junior B Hockey League
- Eastern Junior B Hockey League
- Golden Horseshoe Junior Hockey League
- Metro Junior A Hockey League
- Mid-Ontario Junior B Hockey League
- Mid-Western Junior Hockey League
- Northern Junior D Hockey League
- Ontario Junior Hockey League
- Ontario Provincial Junior A Hockey League (1972–1987)
- Quinte-St. Lawrence Junior C Hockey League
- Southern Counties Junior D Hockey League
- Southern Ontario Junior A Hockey League
- Southwestern Junior B Hockey League
- Suburban Junior C Hockey League
- Western Ontario Hockey League

### Amateure
- Eastern Ontario Senior Hockey League
- Major Intermediate A Hockey League
- OHA Senior A Hockey League
- OHA Senior A Hockey League (1929–1979)

## Meisterschaftstrophäen
OHA/OHF Senior „AAA“ – J. Ross Robertson Cup
Major Junior – J. Ross Robertson Cup
OPJHL – Frank L. Buckland Trophy
Junior „B“ – Sutherland Cup
Junior „C“ – Clarence Schmalz Cup
nicht mehr ausgespielte Meisterschaftstrophäen
Senior „B“ – Ken McMillan Cup
Senior „C“ – W.A. Hewitt Cup
SOJAHL – Jack Oakes Memorial Trophy
Super „C“ – George S. Dudley Cup
Senior – Cosby Cup